# Partit Socialista del Kurdistan
El Partit Socialista del Kurdistan, abans Partit Socialista del Kurdistan/Turquia (kurd: Partiya Sosyalista Kurdistan/Tirkiye; PSK) és una organització política clandestina turca.
Arrel de la negativa de les organitzacions d'esquerra turques a reconèixer el fet nacional kurd fou fundada per l'activista d'esquerres kurd Kemal Burkay el 1974 des de l'exili a Suècia, fins on va romandre fins al 2012 després de l'amnistia concedida pel govern turc. El 1977 havia eixamplat les seves bases i operava sota cobert a la Devrimci Doğu Kültür Dernekleri (Associacions Culturals Revolucionaries d'Orient) on estaven el PSK/T (o PSK-T) i els seguidors de Said Kirmizitoprak. El 1977 hi va haver eleccions municipals a Turquia i el simpatitzant del PSK/T, Mehdi Zana, va aconseguir l'alcaldia de la important ciutat de Diyarbekir; altres simpatitzants foren elegits a Silvan i Lice. Aquell mateix anys, el novembre, era fundat el Partit dels Treballadors del Kurdistan (PKK) i a partir de llavors el PSK va perdre suport i el PKK va tenir la iniciativa política, creant el Congrés Nacional Kurd al que van adherir el Partit Democràtic del Kurdistan i la Unió Patriòtica del Kurdistan, però el PSK-T no hi va voler participar. En el congrés del 2003, Burkay va renunciar voluntàriament a la direcció de l'organització i el va succeir Mesut Tek. En 2020, el seu líder era Refik Karakoç, i el partit ja era minoritari.